# George Gamow
George Anthony Gamow (født 4. marts 1904 i Ukraine, død 19. august 1968 i Boulder, Colorado), og født Georgij Antonovitj Gamov (Георгий Антонович Гамов), var en fremtrædende fysiker og kosmolog i det 20. århundrede. Hans vigtigste bedrift er opdagelsen af kvantetunnellering. Hans arbejdsfelt omfattede i øvrigt radioaktivt henfald af atomkerner, stjerners dannelse, stjernenukleosyntese, Big Bang-nukleosyntese, nukleokosmogenese og genetik.
Gamow fik sin uddannelse i Sovjetunionen og i udlandet, bl.a. i Göttingen og ved Niels Bohr Institutet i København. I 1933 hoppede han af sammen med sin hustru i Belgien i forbindelse med deltagelse i en kongres i Bruxelles, og året efter flyttede han til USA, hvor han opnåede amerikansk statsborgerskab i 1940.

## Liv og karriere
Gamow var født i Ukraine, som dengang var en del af det Russiske Kejserrige. Han uddannede sig ved universitetet i Odessa (1922–23) og ved Universitetet i Leningrad (1923–1929). Her studerede han en tid under Alexander Friedmann, indtil denne døde i 1925.
Efter afsluttet eksamen studerede han kvanteteori i Göttingen, hvor hans undersøgelse af forholdene omkring atomkerner var grundlaget for hans doktorafhandling. Derefter arbejdede han ved Niels Bohr-Institutet ved Københavns Universitet fra 1928 til 1931, afbrudt af et kort ophold hos Ernest Rutherford ved Cavendish Laboratoriet i Cambridge. Han fortsatte med at undersøge atomets kerne og foreslog en model for denne, kernedråbemodellen, men arbejdede også med stjernefysik sammen med Robert Atkinson og Fritz Houtermans.
I begyndelsen af 1900-tallet var det kendt, at radioaktive materialer havde karakteristiske eksponentielle henfaldstider eller halveringstider, og det var ligeledes kendt, at der udsendtes stråling med visse karakteristiske energier. I 1928 havde Gamow løst problemerne med teorien om alfahenfald af en kerne via kvantetunnellering. I den klassiske fysik er partiklen spærret inde i kernen på grund af den høje energi, som er nødvendig for at overvinde det meget stærke potential, og det kræver ligeledes en enorm energi at skille kernen i dens dele. I kvantemekanik er der imidlertid en mulighed for, at partiklen kan tunnellere gennem potentialet og undslippe. Gamow løste en potentialmodel for kernen og afledte forholdet mellem partiklens halveringstid og energien af den udsendte stråling.
Gamow arbejdede derefter ved forskellige sovjetiske institutioner før han besluttede at flygte fra Rusland som følge af stigende undertrykkelse. Hans første forsøg på at slippe væk sammen med sin hustru, Lyubov Vokhminzeva, skete i 1932 og var et forsøg på i kajak at padle de 250 kilometer over Sortehavet til Tyrkiet, men forsøget mislykkedes på grund af dårligt vejr. I 1933 forsøgte de to en mindre dramatisk fremgangsmåde: Det lykkedes Gamow at få tilladelse til – sammen med sin hustru, der ligeledes var fysiker – at deltage i Solvay konferencen for fysikere i Bruxelles, og i forbindelse hermed hoppede de begge af. I 1934 emigrerede de til USA, hvor han begyndte at arbejde på George Washington University. Han udarbejdede her videnskabelige artikler sammen med Edward Teller, Mario Schoenberg og Ralph Alpher. Gamow fik amerikansk borgerskab i 1940.

## Arbejde frem mod Big Bang-teorien
Gamow udarbejdede sammen med sin studerende Ralph Alpher en betydningsfuld afhandling om kosmogoni, der offentliggjordes under titlen "The Origin of Chemical Elements" (Oprindelsen til de kemiske grundstoffer) i (Physical Review, 1. april 1948). Afhandlingen er blevet kendt som Alpher-Bethe-Gamow teorien, fordi Gamow havde tilføjet navnet på Hans Bethe (der ikke havde deltaget i afhandlingens udarbejdelse, og som er anført i afhandlingen som "H. Bethe, Cornell University, Ithaca, New York") for at skabe et morsomt ordspil med de tre bogstaver i det græske alfabet, alpha beta gamma.
Afhandlingen opridsede, hvorledes niveauet af brint og helium (som menes at udgøre mere end 99% af alt stof) i det nuværende univers i det store og hele kan forklares ved de reaktioner, som fandt sted ved universets begyndelse, "Big Bang". Det gav teoretisk støtte til teorien om Big Bang, omend den ikke forklarede tilstedeværelsen af grundstoffer tungere end helium (hvilket blev gjort senere af Fred Hoyle).
I afhandlingen skønnede Gamow over den tilbageværende kosmiske baggrundsstråling (CMB). Han forudsagde her, at der fra det varme, tidlige univers måtte findes en efterglød, som efter de mange milliarder års forløb ville være kølet ned, men som skulle fylde universet med en stråling med en temperatur på omkring 5 grader over det absolutte nulpunkt.
Astronomer og videnskabsmænd gjorde på dette tidspunkt ikke noget forsøg på at opdage baggrundsstrålingen, både på grund af manglende interesse og på grund af det begynderstade, mikrobølge-observation befandt sig på. Gamows forudsigelse til støtte for Big Bang blev som følge heraf ikke underbygget før i 1964, da Arno Penzias og Robert Wilson ved et tilfælde gjorde denne opdagelse, som de modtog Nobelprisen i fysik for i 1978. Deres arbejde fastlagde, at temperaturen af universets baggrundsstråling var 2,7 grader over det absolutte nulpunkt, altså kun 2,3 grader under Gamows forudsigelse fra 1948.
Gamow publicerede endnu et skrift senere i 1948 i det britiske tidsskrift Nature, i hvilket han fremlagde ligninger for masse og radius af en urgalakse (som typisk omfatter omkring 100 milliarder stjerner, hver med en masse der er sammenlignelig med solens).

## DNA og hans senere karriere
Efter at strukturen i DNA var opdaget, indså Gamow, at nukleotidernes rækkefølge udgjorde en kode. Gamow bidrog væsentligt til forståelsen af, hvordan rækkefølgen af de fire forskellige baser (adenin, cytosin, thymin og guanin) i DNA-kæderne kunne kontrollere syntesen af proteiner fra aminosyrer, idet han foreslog, at korte sekvenser af baserne kunne danne en kode, som indeholdt den nødvendige information til proteinsyntesen.
Gamow forblev i Washington til 1954, og arbejdede derefter ved University of California, Berkeley (1954) og ved University of Colorado i Boulder (1956–1968).
Gamow døde i Boulder, Colorado, 19. august 1968, 64 år gammel.

## Værker
Gamow havde succes som populærvidenskabelig skribent, og adskillige af hans bøger genoptrykkes stadig. Han kunne videregive spændingen ved revolutionen i fysikken og andre videnskabelige områder til den almindelige læser. Han udarbejdede selv illustrationerne til sine bøger og føjede dermed en ny dimension til, hvad han søgte at viderebringe i sin tekst. Kun når det var helt nødvendigt for forståelsen, benyttede han matematik i sine bøger.
Han fik UNESCO's Kalingapris i 1956 for sit arbejde med at popularisere videnskab gennem sin bogserie: Mr. Tompkins... (1939–1967), Bogen En to tre... uendelig og andre arbejder.
Ved sin død arbejdede Gamow på en bog med titlen Basic Theories in Modern Physics (Grundlæggende teorier i moderne fysik) sammen med Richard Blade. Han efterlod desuden bogen My World Line: An Informal Autobiography (Min verdenslinje: En uformel autobiografi), som udkom posthumt i 1970.

## Forskelligt
- Med en højde på 190,5 cm og en vægt på 102 kg var Gamow en monumental skikkelse, der samtidig var kendt for sin udprægede humoristiske sans, der var drilsk og gavtyveagtig med indslag af "practical jokes". En journalist fra United Press beskrev ham engang som "den eneste videnskabsmand i Amerika med virkelig sans for humor".
- Før sin afhopning var han højt anset i Sovjetunionen og blev på et tidspunkt udnævnt til officer i Den Røde Hær, hvilket formentlig afholdt USA fra at lade ham arbejde på Manhattan-projektet under 2. verdenskrig. Amerikanerne faldt åbenbart ikke for det argument, at Gamows officersrang kun var givet med henblik på, at han kunne undervise soldater i videnskabelige emner, og at USSR havde dømt ham til døden for hans afhopning.
- Han er hædret ved, at de to højeste bygninger ved Colorados universitet kaldes Gamow-tårnene (Gamow Towers). De udgår begge fra fysik-bygningen.

## Bøger

### Populærvidenskab
- The Birth and Death of the Sun (Solens fødsel og død) (1940)
- The Biography of the Earth (Jordens biografi) (1941)
- One, Two, Three...Infinity ('En, to, tre...uendelig) (1947), Viking Press (copyright fornyet af Barbara Gamow, 1974), Dover Publications, ISBN 0-486-25664-2, illustreret af forfatteren. Bogen er dedikeret til hans søn Igor ("som hellere ville være cowboy") og dækker mange forskellige områder fra matematik til biologi over fysik og krystallografi og længere endnu.
- The Moon (Månen) (1953)
- Puzzle-Math [Matematik-puslerier) (1958)
- Biography of Physics (Fysikkens biografi) (1961)
- Gravity (Tyngde) (1962) Dover Publications, ISBN 0-486-42563-0. Profiler af Galilei, Newton og Einstein
- A Planet Called Earth (En planet ved navn Jorden) (1963)
- A Star Called the Sun (En stjerne ved navn Solen) (1964)
- Thirty Years That Shook Physics: The Story of Quantum Theory (Tredive år som rystede fysikken: Historien om kvanteteorien), 1966, Dover Publications, ISBN 0-486-24895-X. Med illustrationer af forfatteren og med fotografier fra perioden giver Gamow et indtryk "indefra" af kvanteteoriens udvikling. Efter at have arbejdet sammen med Niels Bohr og Ernest Rutherford kan han ikke kun fremlægge teorien, han viser også originale billeder af Edward Teller på ski, Bohr på motorcykel, Werner Heisenberg under en svømmetur og Enrico Fermi under en tenniskamp. Bogens slutning er et dramatisk, illustreret manuskript til et skuespil om atomfysikkens historie med videnskabsmændene indsat i roller, modelleret efter Goethes Faust.
- My World Line: An Informal Autobiography (Min verdenslinje: En uformel autobiografi) (1970) Viking Press, ISBN 0-670-50376-2

#### Mr. Tompkins-serien
- Mr. Tompkins in Wonderland (1940) Oprindeligt udgivet som en serie artikler i det britiske Discovery-magasin i 1938.
- Mr. Tompkins Explores the Atom (1945)
- Mr. Tompkins Learns the Facts of Life (1953), om biologi
- Mr. Tompkins in Paperback (1965) kombinerer Mr. Tompkins in Wonderland med Mr. Tompkins Explores the Atom, Cambridge University Press, 1993 Canto-udgave med forord af Roger Penrose, ISBN 0-521-44771-2. Bogen forklarer principperne i relativitets- og kvanteteorierne på underholdende måde, inklusive en vellykket musikalsk komposition (Den kosmiske opera), og er kreativt illustreret af Gamow selv.
- Mr. Tompkins Inside Himself (1967), en omskrevet version af Mr. Tompkins Learns the Facts of Life, som giver et bredere syn på biologien og inkluderer den senere udvikling i molekulærbiologi. M. Ycas er medforfatter til bogen.
- Den ny verden ifølge Mr Tompkins (dansk 2003), til dels skrevet af Russell Stannard efter Gamows død. Udgivet på Nyt Teknisk Forlag Arkiveret 31. december 2006 hos  Wayback Machine

### Science textbooks
- The Constitution of Atomic Nuclei and Radioactivity (1931)
- Structure of Atomic Nuclei and Nuclear Transformations (1937)
- Atomic Energy in Cosmic and Human Life (1947)
- Theory of Atomic Nucleus and Nuclear Energy Sources (1949) medforfatter C. L. Critchfield
- The Creation of the Universe (1952)
- Matter, Earth and Sky (1958)
- Physics: Foundations & Frontiers (1960) medforfatter John M. Cleveland
- The Atom and its Nucleus (1961)
- Mr. Tompkins Gets Serious: The Essential George Gamow (2005) Pi Press, ISBN 0-13-187291-5. Omfatter materiale fra Matter, Earth, and Sky og The Atom and Its Nucleus. Titlen til trods er denne bog ikke en del af Mr. Tompkins-serien.